# Gmina Čepin
Gmina Čepin (chorw. Općina Čepin) – gmina w Chorwacji, w żupanii osijecko-barańskiej. W 2011 roku liczyła 11 599 mieszkańców.